# People's Choice Awards 1978
La 4ª edizione dei People's Choice Awards si è svolta il 20 febbraio 1978 ed è stata trasmessa dalla CBS.
In seguito sono elencate le categorie. Il relativo vincitore è stato indicato in grassetto.

## Cinema

### Film preferito
- Guerre stellari (Star Wars), regia di George Lucas

### Attore cinematografico preferito
- John Wayne
- Sylvester Stallone
- John Travolta

### Attrice cinematografica preferita
- Barbra Streisand
- Jane Fonda
- Diane Keaton

## Televisione

### Serie televisiva drammatica preferita
- La casa nella prateria (Little House on the Prairie)

### Serie televisiva commedia preferita
- M*A*S*H

### Nuova serie televisiva drammatica preferita
- La famiglia Bradford (Eight is enough)

### Nuova serie televisiva commedia preferita
- Love Boat (The Love Boat) (ex aequo)
- Tre cuori in affitto (Three's Company) (ex aequo)

### Nuovo programma televisivo preferito
- La famiglia Bradford (Eight is enough)

### Programma di varietà preferito
- The Carol Burnett Show

### Attore televisivo preferito
- James Garner

### Attrice televisiva preferita
- Mary Tyler Moore

### Attore preferito in una nuova serie televisiva
- Dan Haggerty

### Attrice preferita in una nuova serie televisiva
- Suzanne Somers

## Musica

### Artista maschile preferito
- Peter Frampton

### Canzone preferita
- Boogie Nights (Heatwave), musica e testo di Rod Temperton (ex aequo)
- You Light Up My Life (Kvitka Cisyk), musica e testo di Joe Brooks (ex aequo)

## Altri premi

### Intrattenitore preferito
- Bob Hope

### Intrattenitrice preferita
- Carol Burnett